# Парова турбіна

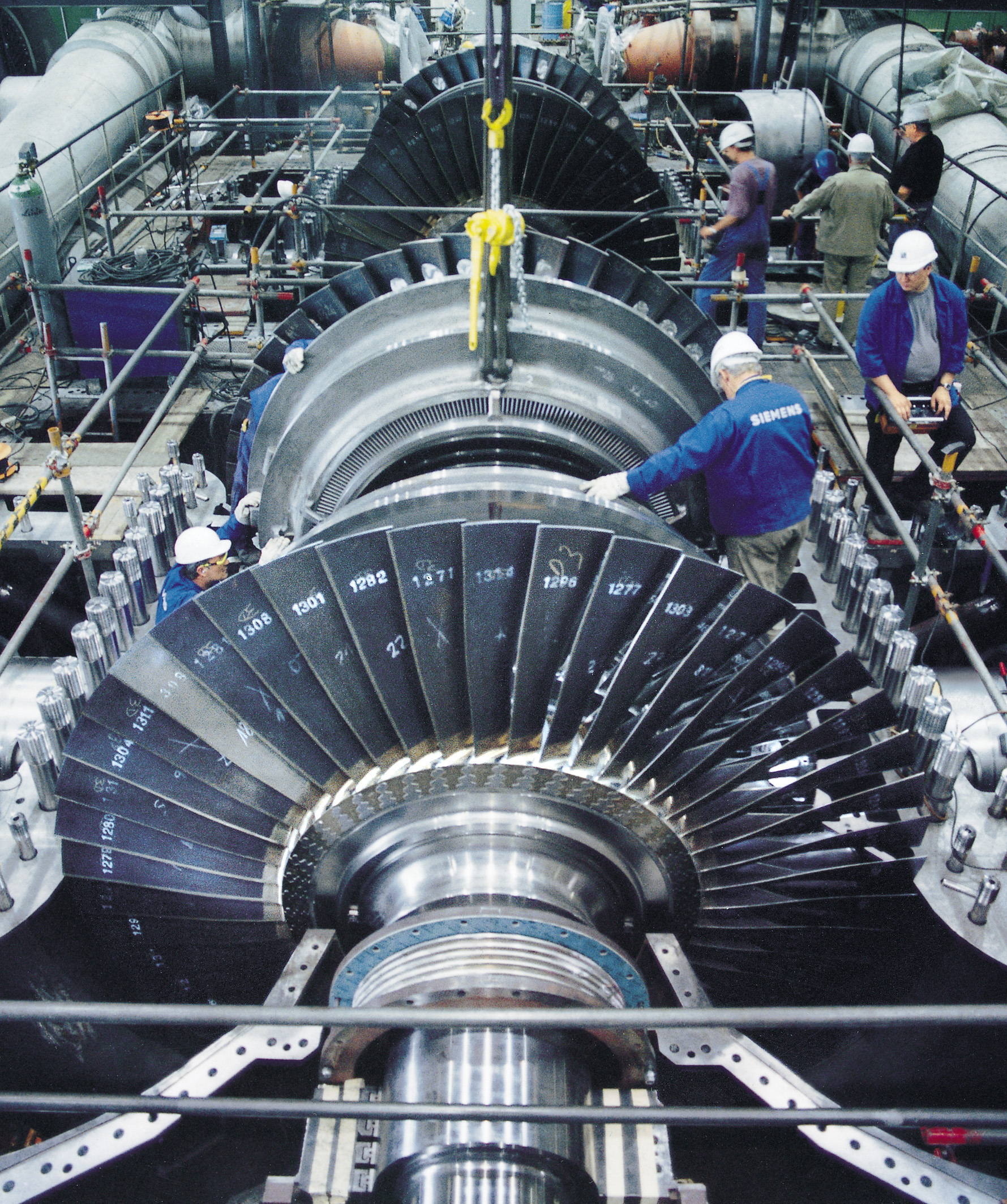
Монтаж ротора парової турбіни, виробництва компанії Siemens, Німеччина

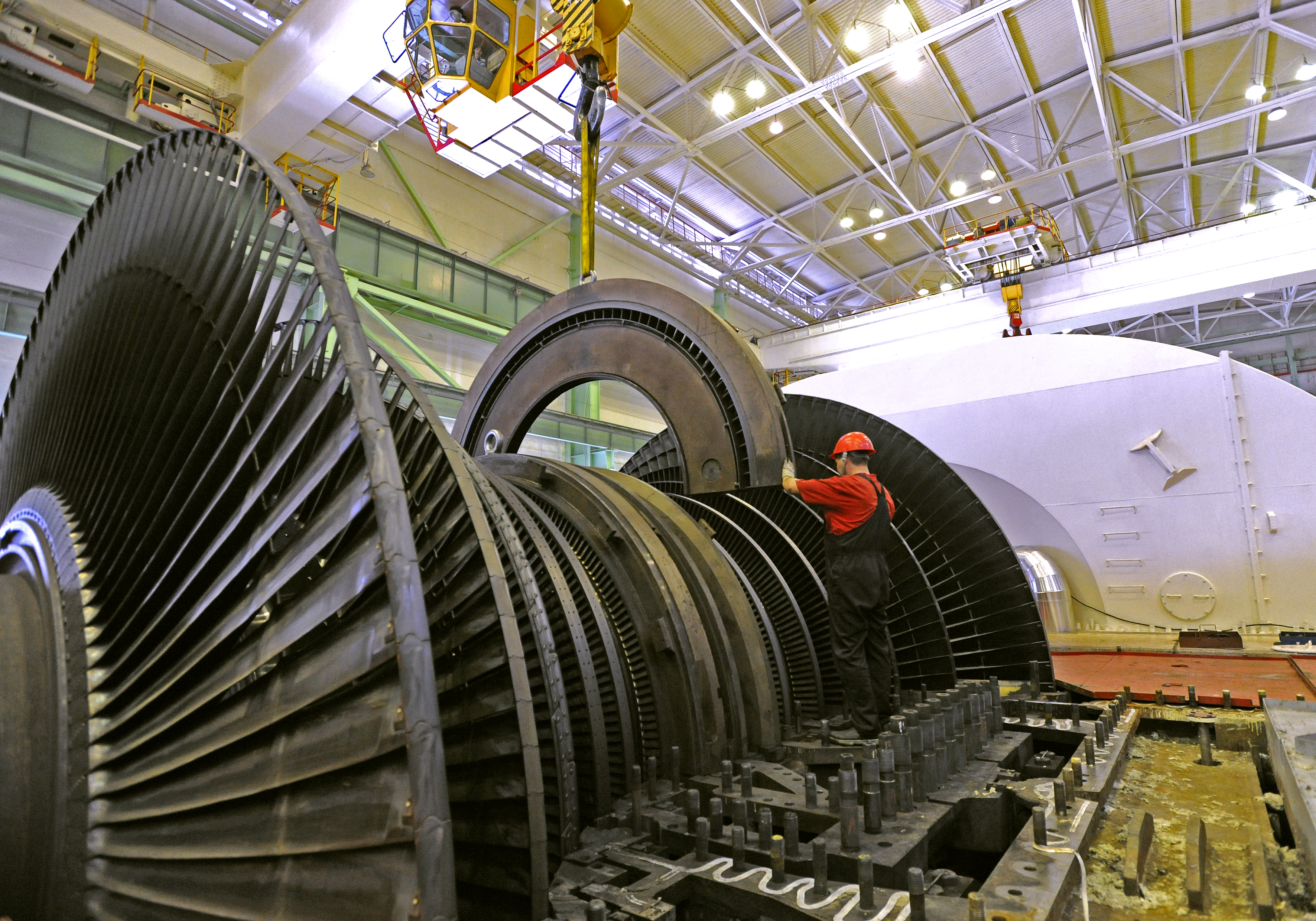
Циліндр низького тиску парової турбіни атомної електростанції. При роботі турбіни тиск на останніх ступенях робочих лопаток нижче атмосферного.

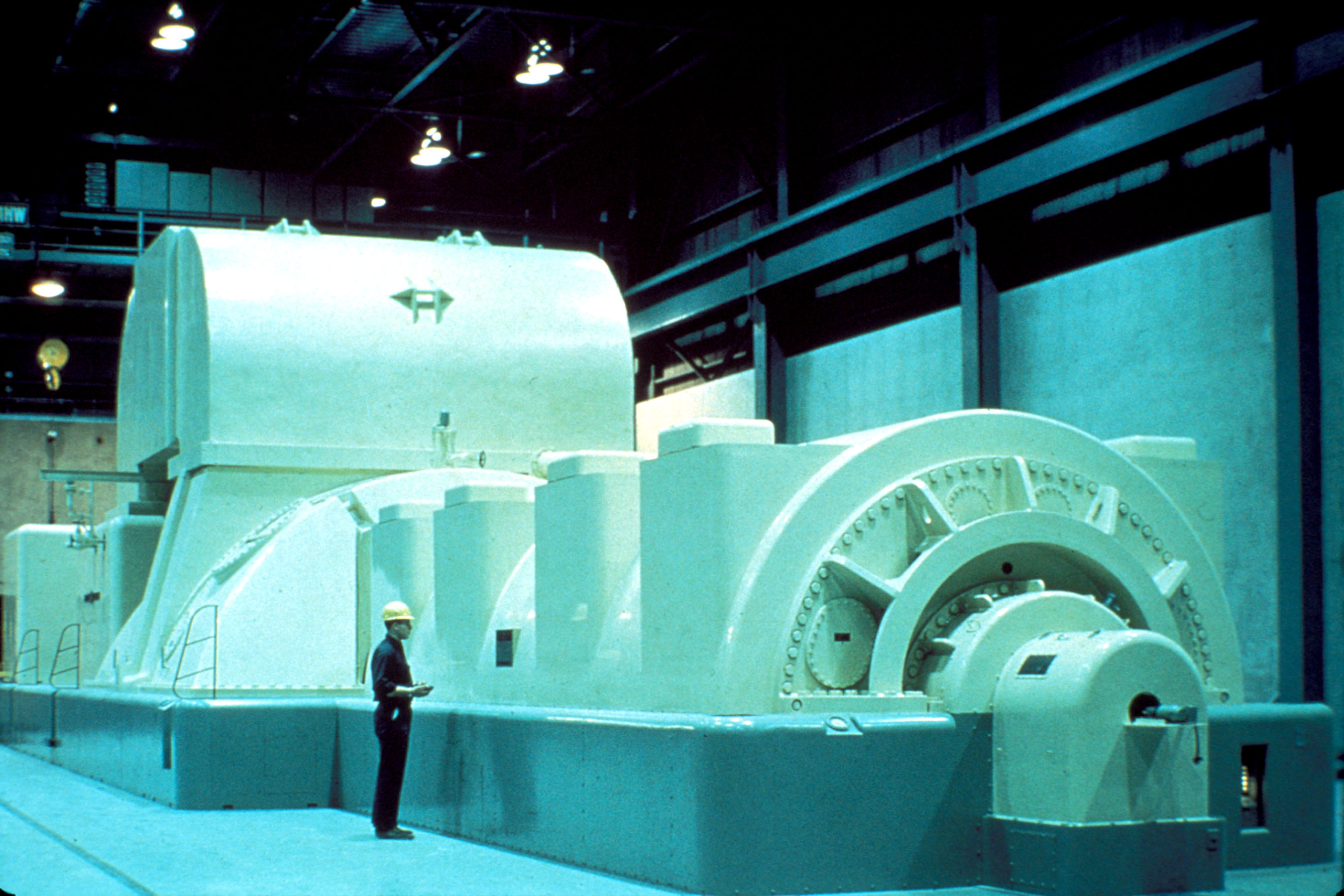
Сучасна паротурбогенераторна установка великої потужности.

Парова турбіна — паровий двигун безперервної дії, що перетворює теплову енергію водяної пари на механічну роботу обертання ротора. 

## Загальний опис
Парова турбіна використовує не потенціальну енергію, а кінетичну енергію пари. Більшість сучасних парових турбін проєктуються, будуються та експлуатуються відповідно до ASME — «PTC 6» парові турбіни.
Спроби створити парову турбіну тривали дуже довго. Відомий опис примітивної парової турбіни зроблений Героном Александрійським (1 ст. до н.е.). Проте тільки наприкінці 19 ст., коли машинобудування і металургія досягли достатнього рівня, Густав де Лаваль (Швеція) та Чарлз Алджернон Парсонс (Велика Британія) незалежно один від одного у 1884–1889 рр. створили парові турбіни, що були придатними для їх промислового застосування.
Парова турбіна виявилась дуже зручною для приведення обертових механізмів (генератори електричного струму, помпи тощо) та суднових гвинтів, оскільки була дуже легкою, швидкісною та економічною. Процес удосконалення парової турбіни відбувався дуже швидко, охоплюючи як поліпшення економічности та підвищення одиниці потужности, так і створення спеціалізованих парових турбін для різного застосування.
Неможливість отримати велику агрегатну потужність і дуже висока частота обертання одноступеневої парової турбіни Лаваля (до 30 000 обертів на хвилину у перших зразках) зумовили збереження її значення лише як приводу допоміжних механізмів. Подальший розвиток галузі забезпечив можливість збільшення потужности турбін, зберігаючи достатню частоту обертання.
Реактивна парова турбіна Парсонса, яка деякий час застосовувалась, зокрема на військових кораблях, згодом уступила місце досконалішим турбінам.

## Найбільші світові виробники
- Siemens (Німеччина)
- General Electric (США)
- Alstom (Франція)
- Турбоатом (Україна)[1]
- Andritz AG (Австрія)
- BHEL (Індія)

## Спосіб дії[Архівовано16 грудня 2021 уWayback Machine.]
Потік пари крізь турбіну пов'язаний зі зменшенням ентальпії (енергетичного потенціалу). Відповідно до закону збереження енергії, ентальпія перетворюється на іншу форму енергії, зокрема у механічну енергію на валу робочої машини. Другий закон термодинаміки показує, що неможливо побудувати теплову машину, яка цілком перетворює тепло в роботу. На практиці це означає, що парова турбіна, на додаток до корисної роботи, завжди нагріває навколишнє повітря, яке, якщо не використовується, стає надлишковим теплом. Це є основою суміщеного виробництва електроенергії й тепла на електростанціях.
Потужність турбіни без регенерації тепла визначається за формулою:
де:
P — Потужність, W
G — масові витрати, kg/s: h0 — ентальпія на вході парової турбіни, J/kg: h2 — профіль ентальпії на виході з турбіни, J/kg: c2 — швидкість пари на виході з турбіни, m/s
ηm — механічний ККД
У разі багатоступеневої будови турбіни, це може бути використано як для окремих ступенів, так і всієї турбіни у розрахунку на переріз турбіни, але треба відзначити, що різні ступені мають різні масові витрати.
Розрахунки часто виявляються корисними для внутрішньої ефективности, що, стосовно турбіни можна визначити за формулою:
де:
h0-h2t теоретичне падіння ентальпії — те ж саме, що насправді, падіння тиску протягом ізоентропійного перетворення подібним (адіабата izentropą також оборотному процесу).
Оскільки енергія турбіни залежить від кількости її послідовних ступенів (статор/ротор), сумарний розрахунок потужности зводиться до розрахунку секцій. Загальна вихідна потужність турбіни є сумою окремих частин. Ступені турбіни складаються з нерухомого кермового колеса — статора (нерухомі лопаті статора виконують роль сопла, перетворюючи потік пари на високошвидкісні струмені), пов'язаного з твердим тілом, і колеса ротора з лопатками, зв'язаного з обертним валом. Високошвидкісні струмені містять значну кінетичну енергію, яка перетворюється на обертання валу лопатями ротора у вигляді ковшів/лопаток, коли струмінь пари змінює напрямок завдяки аеродинаміці. Отже, ентальпійний фактор змінюється на кінетичну енергію в колесі ротора, а кінетична енергія перетворюється на механічну. Ступінь в цілому, змінює ентальпійний чинник на механічну енергію.
Різниця між водяною парою та іншими газами (наприклад, димовими газами) невелика і загалом складається з більшої тепломісткости. Система теплової електростанції залежить від температури газу (зазвичай до 600 градусів Цельсія, оскільки зі збільшенням температури метал не витримає) і тиску робочого середовища на вході в турбіну. Оптимальний тиск газу на вході газотурбінної системи в кілька разів нижче, ніж в паровій системі. Крім того, створити високий тиск води набагато простіше і менш затратно, ніж повітря (насос замість компресора). До того ж тиск рідини на виході з турбіни в більшости випадків інший. Тиск газу та його потужність, як правило, близька до тиску навколишнього середовища, натомість у паровій електростанції можна досягти тиску значно нижчого, ніж навколишнього середовища (так званий, вакуум в конденсаторі). В паровій електростанції набагато більший перепад тиску  і більша тепломісткість пари вихлопних газів, таким чином, в паровій турбіні ентальпійний чинник може бути втілений набагато більше, ніж зниження ентальпії холодоагенту газової турбіни. Звідси випливає, що парові турбіни мають значно більше число секцій — на рівні кількох десятків. Газова турбіна, як правило, на кілька ступенів.
Велика кількість циклів парової турбіни, спричинює потребу поділу турбіни на кілька частин, з'єднаних муфтами. Дуже довгий вал ротора матиме занадто малу жорсткість, що може призвести до надмірної деформації та динамічних проблем (особливо через двигтіння. Розділення вала ротора на кілька частин, кожна з яких шарнірно кріпиться на власних підшипниках для забезпечення відповідної жорсткости обертових частин. Як правило, кожна ділянка вала має окремий корпус. Таким чином, незалежні турбіни (низького, середнього та високого тиску), з'єднані валами з муфтами та зазвичай мають один загальний генератор.
Залежно від способу перетворення ентальпії холодоагенту на механічні дії, можна виділити наступні рівні потужности:
- Засіб, в якому переважна більшість ентальпійного чинника в кермовому колесі, перетвориться на кінетичну енергію, яка в роторі перетворюється на механічну енергію;
- Реакція, за якої кермове колесо і ротор, перетворює на кінетичну, ентальпійної енергії, яка спричинює вироблення механічної енергії в рухомому колесі ротора.

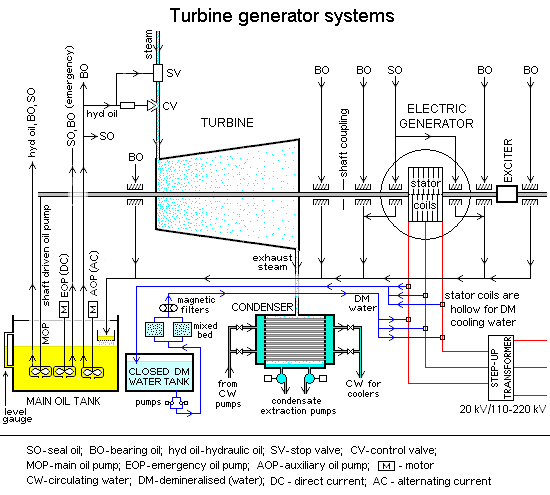
Система турбіна-генератор

Залежно від тиску пари в різних частинах турбіни, розрізняють секції високого, середнього та низького тиску. Пара, розширена в частині високого тиску, надалі вводиться в середовище середнього та низького тиску. Частина пари низького тиску скидається в конденсатор, де конденсується і дещо охолоджується.
Завдяки високому тиску пари на вході в турбіну (і фактично у всій ділянці високого тиску) потрібно (з причин міцности) використовувати товсті стінки живильного середовища в турбіну та самого корпусу турбіни. У міру зниження тиску в подальших секціях, конструкції стають легшими.
Одним зі способів підвищення ефективности теплової електростанції є вторинний перегрів холодоагенту. Це досягається між частиною високого та турбіною середнього тиску. Пара після виходу з секції високого тиску направляється назад у котел, щоб підвищити температуру й ентальпію, а потім переходить до інших частин. У виняткових випадках найбільші ТЕС, використовують два вторинні перегріви.
Ще один спосіб підвищити ефективність теплової електростанції — використання регенеративного підігріву живильної води з припливу парового котла. Гаряча вода зливається з парових турбін знизу.
Практичний тепловий ККД парової турбіни залежить від розміру турбіни, стану навантаження, втрат у зазорах та втрат на тертя. Вони досягають найбільших значень приблизно 50% у турбінах потужністю 1200 МВт (1600 000 к.с.); менші — мають нижчий коефіцієнт корисної дії (10 МВт і мають ККД до 20%). Щоби збільшити ефективність турбіни, пара розширюється, виконуючи роботу, у кілька етапів.

## Різновиди
Залежно від характеру теплового процесу, парові турбіни поділяють на три групи: чисто конденсаційні, теплофікаційні та спеціального призначення.
Цілком конденсаційні, перетворюють максимально можливу частину теплоти пари на механічну роботу. Вони можуть бути стаціонарними або транспортними. Транспортні використовують як допоміжні двигуни на кораблях і суднах.
Теплофікаційні парові турбіни служать для одночасного отримання електричної та теплової енергії (ТЕЦ). Такі парові турбіни використовують з технологічною метою (наприклад, для опалення).
Теплові турбіни спеціального призначення зазвичай застосовуються на металургійних, машинобудівних і хімічних підприємствах.
На відміну від інших, теплові турбіни спеціального призначення не виготовляють великими кількостями, а лише за спеціальним замовленням.